# (37743) 1996 XQ
1996 XQ (asteroide 37743) é um asteroide da cintura principal. Possui uma excentricidade de 0.15558230 e uma inclinação de 5.91035º.
Este asteroide foi descoberto no dia 1 de dezembro de 1996 por Naoto Sato em Chichibu.